# Distretto di Idlib
Il distretto di Idlib è un distretto del governatorato di Idlib nel nordovest della Siria. La città di Idlib è capoluogo di distretto. Al censimento del 2004, il distretto contava 382 929 abitanti.

## Sottodistretti
Il distretto di Idlib è suddiviso in sette sotto-distretti o nawāḥī (popolazione del 2004):
- Sottodistretto di Idlib (ناحية ادلب):  popolazione: 126.284.[1]
- Sottodistretto di Abu al-Duhur (ناحية أبو الظهور): popolazione: 38.869.[2]
- Sottodistretto di Binnish (ناحية بنش): popolazione: 35.166.[3]
- Sottodistretto di Saraqib (ناحية سراقب): popolazione: 88.076.[4]
- Sottodistretto di Taftanaz (ناحية تفتناز): popolazione: 24.145.[5]
- Sottodistretto di Maarrat Misrin (ناحية معرتمصرين): popolazione:  57.859.[6]
- Sottodistretto di Sarmin (ناحية سرمين): popolazione:  14.530.[7]